# Brachystelma pellacibellum
Brachystelma pellacibellum là một loài thực vật có hoa trong họ La bố ma. Loài này được L.E.Newton mô tả khoa học đầu tiên năm 1996.